# マット・ハームス
マット・ハームス（Matt Haarms、1997年〈平成9年〉4月22日 - ）は、オランダのプロバスケットボール選手。 ポジションはセンター。B2リーグの愛媛オレンジバイキングスに所属。

## 来歴
大学時代はパデューボイラーメーカーとBYUクーガーズでバスケットボールをした。現役のオランダ男子バスケットボール代表。
2024年6月、鹿児島レブナイズに加入。
2025年6月、愛媛オレンジバイキングスに移籍。